# СКА-Хабаровськ
ФК «СКА-Хабаровськ» (рос. ФК «СКА-Хабаровск») — російський футбольний клуб із Хабаровська. Виступає у першому дивізіоні чемпіонату Росії. Заснований у 1946 році.
Колишні назви:
- БЧА (1946—1953)
- ОБО (1954)
- БО (1955—1956)
- ОСК (1957)
- СКВО (1957—1959)
- СКА (1960—1999)
- СКА-Енергія (1999—2016).